# Concerto pour piano de Nyman
Pour les articles homonymes, voir Concerto pour piano (homonymie).
Le concerto pour piano est une œuvre musicale pour piano et orchestre symphonique du compositeur anglais Michael Nyman datant de 1993.

## Historique
Ce concerto pour piano a été composée initialement entre 1991 et 1992 sous forme de courtes séquences, inspirées de thèmes folkloriques écossais des XVIIIe siècle et XIXe siècle (Bonny winter's noo awa, Flowers of the Forest et Bonnie Jean), pour l'illustration sonore du film La Leçon de piano de Jane Campion qui rencontra un grand succès auprès du public et de la critique lors de sa sortie en 1993.
Michael Nyman décide alors de recomposer l'ensemble dans une structure plus vaste et élaborée adoptant la forme du concerto pour piano et orchestre symphonique. Cette nouvelle version de l'œuvre est alors une commande du Festival de Lille. Elle a été donnée en première mondiale le 26 septembre 1993 par Kathryn Stott avec l'Orchestre national de Lille dirigés par Jean-Claude Casadesus lors des festivités d'inauguration de la ligne LGV Nord.
Cette œuvre est devenue l'une des plus connues de son auteur, notamment le thème central au piano du premier mouvement.

## Structure
Le concerto pour piano est structuré en un seul mouvement composé de quatre phases devant être jouées sans interruption :
1. The Beach – 12 min
2. The Woods – 6 min 30 s
3. The Hut – 9 min
4. The Release – 5 min 15 s

## Discographie
- Musique à grande vitesse & the Piano Concerto par le Michael Nyman Band et le Royal Liverpool Philharmonic Orchestra, Warner Records, 2008.